# Православ'я в Африці

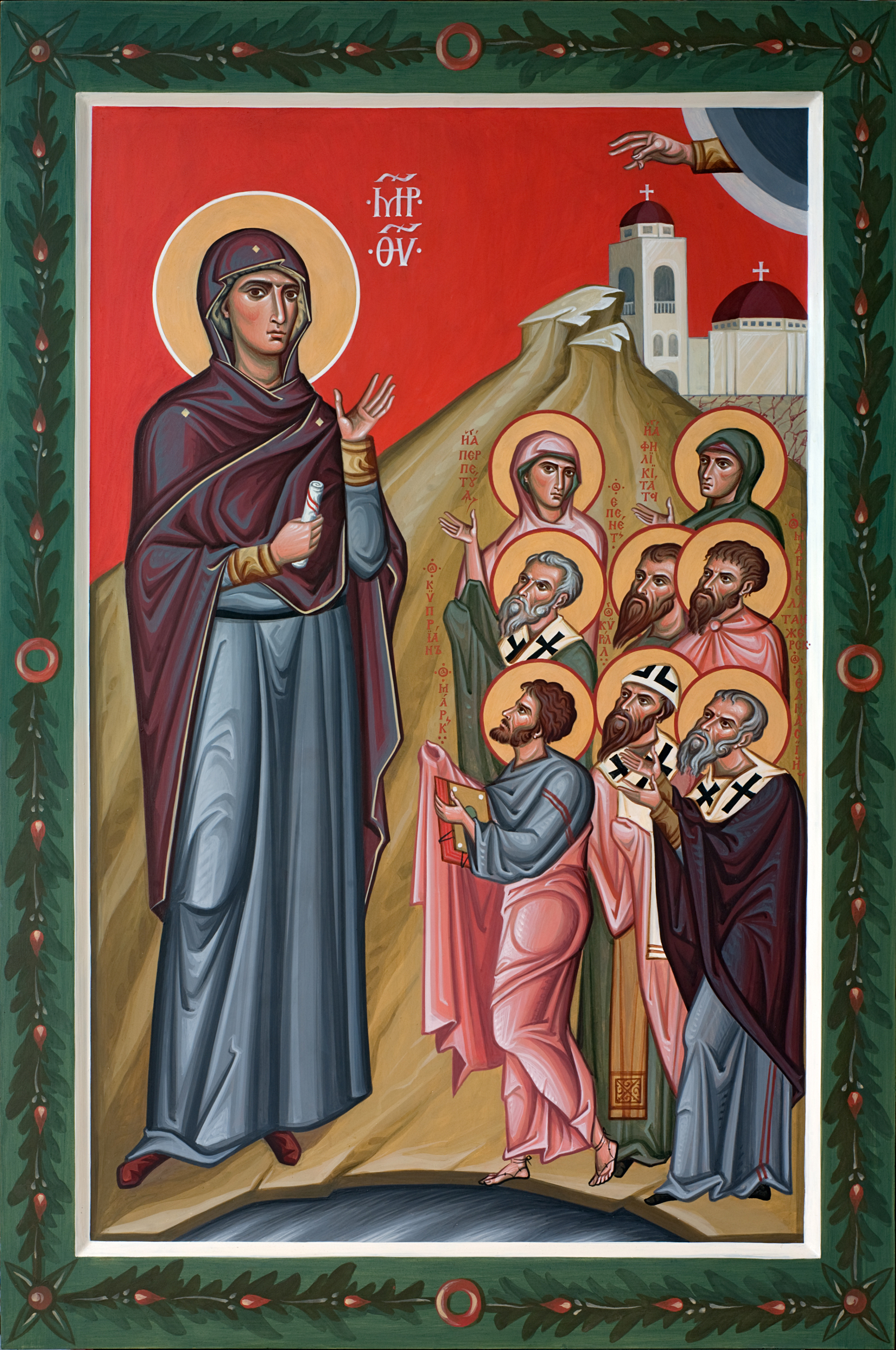
Богородиця зі святими Північної Африки. Ікона з церкви Воскресіння Христового в Рабаті (Марокко).

Православ'я в Африці з'явилося з першими християнами в Єгипті та Ефіопії в I столітті н. е. Після відпадіння нехалкідоністських церков від Вселенської Церкви православної в Африці залишилася лише грецька громада Єгипту, зосереджена в Александрії. Саме вона аж до половини XX століття являла собою весь Александрійський патріархат. Ситуація почала змінюватися з кінця 1940-х, коли спочатку в Кенії, а потім і в інших країнах чорної Африки православ'я почало поширюватися серед негрецького корінного населення. До 2009–2010 років налічується вже більше 6 000 000 православних корінних африканців, і їхня кількість стрімко зростає.

## Православ'я в Африці на південь від Сахари
Перші православні в Африці на південь від Сахари з'явилися лише в XX столітті на сході континенту майже одночасно в трьох країнах. Цими країнами стали Уганда, Кенія та Танзанія. Пізніше з'явилися громади в Заїрі, Камеруні, Гані, Нігерії, ПАР, Зімбабве, на Мадагаскарі та Маврикії.
З'явилася також православна громада в Народній Республіці Конго, що складалася довгий час виключно з греків. З часом число православних стало збільшуватися і за рахунок конголезців, особливо після здобуття незалежності Конго.
Досить стабільна громада існує в Замбії, яка входить до складу зімбабвійської митрополії. 25 лютого 2001 сюди був возведений в сан єпископ Петро (Каратрупкос). Таким чином, з'явилася Замбійська єпархія з кафедрою в столиці країни місті Лусаці.
До кінця XX століття православ'я охопило весь континент. До складу Александрійського патріархату входять: Александрійська архієпископія, 14 митрополій, 4 єпископії. Існує безліч окремих громад та парафій. В чорній Африці поки немає монастирів, які, як відомо, відігравали і відіграють велику роль у поширенні православ'я.

## Виникнення і розвиток
Православ'я в Африці на південь від Сахари з'явилося різними шляхами.
Один із шляхів — це грецька економічна імміграція: діаспори, які виникали протягом усього XX століття, у все більшій кількості і по всьому континенту. Зрозуміло, що там, де з'являлися греки, вони обов'язково ставили храм — як частину своєї релігії та культури. Ці греки, в основному, не займалися місією, хоча не могли не привертати інтересу африканців до Православ'я.
Інший шлях — це активна місіонерська діяльність, яку проводять аж до цього дня Александрійські Патріархи, починаючи з Мелетія II (1926–1935). Чималу роль відіграє братерська допомога Елладської, Кіпрської і Фінської Церков, а також Грецької Православної Архієпископії в Америці.
І третій шлях — автохтонний. «Як стверджує Вальберт Бюльманн, її (Церкви Африки) походження не є результатом діяльності грецьких православних місій. Швидше можна говорити про консолідацію трьох розрізнених груп під харизматичним початком. Об'єднавшись, ці групи звернулися до Патріарха Александрійського і Всієї Африки з проханням про офіційне визнання. Хоча це було зроблено в 1945 році, ніяких дій по установі єпископату не робилося аж до 1958 року, коли Патріарх Александрійський призначив туди митрополита. І навіть митрополит перебував там не постійно, його резиденцією залишався Єгипет» .
Першим (в 1920-ті) місцевим духовним лідером, що звернувся до православ'я, був священик Ефіопської Церкви Даніел Александер (Daniel William Alexander), який вступив у стосунки з «Африканською Православною Церквою», незадовго до того утвореної в США, і був висвячений в єпископа даної юрисдикції. На початку 1930-х єпископ Александер поїхав до Уганди на запрошення двох колишніх англікан, які в результаті духовного пошуку намірялися стати членами Православної Церкви. Повернувшись з Танганьїки в листопаді 1935 року в східну Африку, він заснував семінарію, де підготував 8 студентів і згодом висвятив 2-х священиків і 2-х дияконів. «Африканська Православна Церква» була прийнята до складу Александрійського Патріархату в 1946 році.

## Причини, що перешкоджали православній місії в чорній Африці до XX століття
«Попри те, що в Африці завжди існувала крім грецької численна арабомовна православна громада, корінні народності континенту до початку XX століття не були долучені до Православ'я …». І на це є свої вагомі причини. По-перше, географічне положення Патріархату. Як відомо, значну частину Африки займає пустеля Сахара, яка починається на півночі практично від узбережжя, а на півдні мало не до екватора, і з заходу на схід від Атлантичного океану до Червоного моря. Таким чином, пустеля завжди була природною перешкодою для місіонерів, не оснащених спеціальними засобами.
Також місії не сприяла та обстановка, яка складалася в Александрійському патріархаті практично протягом усього його існування. I і II століття — це внутрішня боротьба з гностицизмом. Саме в Александрії жила велика частина гностичних вождів, таких відомих, як Василид, Карпократ, Валентин. III століття і початок VI століття — епоха страшних гонінь. «Переслідування торкнулося всіх Церков, але ніде не було воно настільки лютим, як в Александрії…». При імператорі Деціі: «В одному ефіопського документі говориться, що кількість мучеників у Єгипті під час цих гонінь досягла 16 тисяч, що визнається цілком можливою цифрою…». А далі суцільна смуга єресей, які тут вирували впродовж чотирьох століть. Це і аріанство, і монофізитство, і монофелітство, які розхитали і практично знищили Александрійський Патріархат. Яка вже тут місія! «Почався період швидкого і глибокого занепаду Церкви», який, до речі, сприяв швидкому, практично без опору, захопленню Єгипту арабами.
І, нарешті, захоплення Єгипту арабами, а пізніше і турками, привело Александрійський Патріархат до жалюгідного стану. Ця Церква більш ніж на 1200 років втратила всякі місіонерської ініціативи і взагалі ледь зводила кінці з кінцями, живучи на милостиню інших Церков. «Відомо, що чисельність православних в Єгипті була вкрай незначною і постійно скорочувалася. З 300 тисяч чоловік на момент арабського завоювання … до кількох тисяч на початок османської епохи».
«Іншою перешкодою для місіонерської діяльності була мусульманська работоргівля, що спустошували Східну і Центральну Африку».
На сучасному етапі низький соціально-економічний розвиток багатьох країн Африки також, природно, не сприяє місіонерській діяльності.

## Сучасне становище
Основа місії — фінансова та духовна підтримка з боку братніх Церков і навчання студентів з Африки в православних навчальних закладах США та Греції.
Із заснуванням в 1982 році в Найробі (Кенія) Православної Патріаршої семінарії (Александрійський Патріархат) імені Архієпископа Кіпрського Макаріоса III остання стала головним джерелом православної освіти.
Характерний для країн Африки низький рівень життя обумовлює необхідність поряд з місіонерською діяльністю та катехизацією організовувати і медичні центри, і школи, і технічні училища, і аграрні училища, що вимагає серйозних додаткових зусиль і витрат.
Найбільша православна громада Африки існує в Кенії, де на початку 2000-х налічувалося близько 300 парафій і 67 груп; в їхньому веденні 10 дитячих садків, 5 початкових шкіл, одна середня школа і 3 клініки. Паства налічувала за даними Всесвітньої ради церков — 620 000 чоловік .